# (523722) 2014 LV28
2014 أل في 28 (ويعرف أيضًا باسم (523722) 2014 أل في 28 وفق تسمية الكوكب الصغير) (بالإنجليزية: 2014 LV28)‏ هو كويكب ضمن حزام الكويكبات؛ وترتيبه 523722 من حيث الاكتشاف.
اكتُشف هذا الجُرم الفلكي بواسطة مقراب بان ستارز في 2014.

## وصلات خارجية
- (523722) 2014 LV28 في قاعدة بيانات مختبر الدفع النفاث لأجرام النظام الشمسي الصغيرة

- الاكتشاف · مخطط المدار ·  العناصر المدارية · المعلمات المادية

- (523722) 2014 LV28 على موقع ويكي سكاي: DSS2, SDSS, GALEX, IRAS, Hydrogen α, X-Ray, Astrophoto, Sky Map, Articles and images

قالب:الكواكب الصغيرة: 523001–524000